# Callilepis pluto
Callilepis pluto es una especie de araña araneomorfa del género Callilepis,  familia Gnaphosidae. Fue descrita científicamente por Banks en 1896.
Se distribuye por Canadá y los Estados Unidos. La especie se mantiene activa durante los meses de enero, marzo, abril, mayo, junio, julio, agosto, septiembre y octubre.